# Centrarthra furcivitta
Centrarthra furcivitta är en fjärilsart som beskrevs av George Francis Hampson 1909. Centrarthra furcivitta ingår i släktet Centrarthra och familjen nattflyn. Inga underarter finns listade i Catalogue of Life.